# L'Incendie (roman)
Pour les articles homonymes, voir L'Incendie.
L'Incendie est un roman de Mohammed Dib publié en 1954.
C'est le deuxième volet de la trilogie Algérie, les deux autres ouvrages étant La Grande Maison et Le Métier à tisser.

## Histoire
L'histoire se déroule à Bni Boublen un petit hameau situé dans la montagne où les saisons rythment la vie des habitants et où l'on mesure la détresse de la paysannerie. Aux pieds des massifs se trouve une immense plaine propriété des colons.
Omar, le jeune personnage de La Grande Maison, apprend la vie austère auprès de Comandar, personnage vénéré du village.
Pauvres et malheureux, les fellahs après divers débats décident de faire grève afin d'obtenir une amélioration de leurs conditions, mettant le
pays en rébellion. Une nuit, un feu se déclenche dans les cabanes d'ouvriers agricoles. Les grévistes sont accusés d'en être les auteurs et les meneurs sont arrêtés.